# SEIRモデル
SEIRモデル（エスイーアイアールモデル）は、感染症流行の数理モデルである。
モデルは
- 感染症に対して免疫を持たない者 (Susceptible)
- 感染症が潜伏期間中の者 (Exposed)
- 発症者 (Infectious)
- 感染症から回復し免疫を獲得した者 (Recovered)

から構成され、その頭文字をとってSEIRモデルと呼ばれる。
類似のモデルに潜伏期間を考慮しないSIRモデル、免疫獲得を考慮しないSISモデル、母体免疫派生を考慮したMSIRモデルなどが存在する。

## モデル方程式系
モデルは以下の常微分方程式系で書き表される。
{\displaystyle {\frac {dS}{dt}}=m(N-S)-bSI}
{\displaystyle {\frac {dE}{dt}}=bSI-(m+a)E}
{\displaystyle {\frac {dI}{dt}}=aE-(m+g)I}
{\displaystyle {\frac {dR}{dt}}=gI-mR}
ただしtは時間、mは出生率及び死亡率、aは感染症の発症率、bは感染症への感染率、gは感染症からの回復率を表す。
またNは全人口を表し、
{\displaystyle N\equiv S+E+I+R}
で定義される。通常Nは定数である。

## 解の振る舞い
数値計算によって得られる解は水痘、はしかなどの実際の感染症流行を定性的には再現し、またその振る舞いはカオス的である。

## 参照
1. ↑  L. F. Olsen & W. M. Schaffer,Chaos versus noisy periodicty: alternative hypotheses for childhood epidemics, Science, 1990.